# Le Bassin aux nymphéas, harmonie verte
Le Bassin aux nymphéas, harmonie verte est un tableau réalisé par le peintre impressionniste Claude Monet en 1899. Appartenant à la série des Nymphéas, il est actuellement conservé par le musée d'Orsay, à Paris. Il représente un pont au-dessus d'un bassin de nénuphars.

## Historique
- 22 novembre 1900 : Isaac de Camondo achète le tableau et le lègue à l'État à sa mort en 1911.
- 1911 : attribué au musée du Louvre, Paris
- de 1914 à 1947 : exposé au musée du Louvre
- de 1947 à 1986 : Galerie nationale du Jeu de Paume, Paris
- depuis 1986 : Musée d'Orsay, Paris

## Composition
Le sujet principal de la toile est le pont de bois qui enjambe l'extrémité du bassin. La forme arquée de cette passerelle peinte en vert et de son garde-corps lui ont valu le nom de « pont japonais ». . L’exubérance de la végétation fait davantage référence aux jardins méditerranéens. Le peintre met en valeur une harmonie générale par la symétrie de la composition (pièce d'eau vue selon un axe est-ouest) du tableau de format presque carré et le camaïeu de vert et vert bleuté des plantes aquatiques du petit étang, des roseaux, bambous et iris sur les rives et en arrière-plan des arbres dont un saule pleureur.

## Expositions
- 1900 : Monet, Paris
- 1931 : Claude Monet : exposition rétrospective, Paris
- 1953 : The French Impressionists, Vancouver
- 1954-1955 : Impressionnistes et précurseurs, Angoulême, Brive-la-Gaillarde, La Rochelle, Rennes
- 1956 : Le Paysage français de Poussin aux Impressionnistes, musée des beaux-arts de Pau, 1er décembre 1956 - 13 janvier 1957[2]
- 1971 : Marcel Proust et son temps, Paris
- 1975 : Delacroix et les peintres de la nature, Paris
- 1980 : Hommage à Claude Monet, Paris
- 1982 : La Peinture française 1870-1920, Pékin
- 1988 : Le Japonisme, Tōkyō
- 1997 : L'Âge d'or de l'impressionnisme - Chefs-d'œuvre du Musée d'Orsay, Taipei
- 2004 : Monet la Senna le ninfee. Il grande fiume e il nuovo secolo, Brescia
- 2009 : Van Gogh, Gauguin, Cézanne & beyond, Post-Impressionism from the Musée d'Orsay, Canberra
- 2008 : Monet, l'œil impressionniste, Paris
- 2010 : Post-impressionnisme - 115 chefs-d'œuvre de la collection du Musée d'Orsay, Tōkyō
- 2010 : Claude Monet 1840-1926, Paris

## Œuvres en rapport
- Le Bassin aux nymphéas, harmonie rose
- Nymphéas bleus
- Le Pont japonais